# West Plains
West Plains é uma cidade localizada no estado americano de Missouri, no Condado de Howell.

## Demografia
Segundo o censo americano de 2000, a sua população era de 10.866 habitantes.
Em 2006, foi estimada uma população de 11.592, um aumento de 726 (6.7%).

## Geografia
De acordo com o United States Census Bureau tem uma área de
32,1 km², dos quais 32,0 km² cobertos por terra e 0,1 km² cobertos por água. West Plains localiza-se a aproximadamente 280 m acima do nível do mar.

## Localidades na vizinhança
O diagrama seguinte representa as localidades num raio de 36 km ao redor de West Plains.